# بودایبو
شهر بودایبو (به روسی: Бодайбо) در کشور روسیه و در اوبلاست ایرکوتسک واقع شده‌است.